# کارینا برایانت
کارینا برایانت (انگلیسی: Karina Bryant؛ زادهٔ ۲۷ ژانویهٔ ۱۹۷۹) جودوکار اهل بریتانیا بود.
وی در مسابقات کشوری و بین‌المللی در مجموع برندهٔ ۴ مدال طلا، ۶ مدال نقره، ۵ مدال برنز شده‌است.